# Anton von Schönfeld
Anton Maria Emmerich Wilhelm Freiherr von Schönfeld (ur. 3 lipca 1827 w Pradze, zm. 7 stycznia 1898 w Wiedniu) – oficer Armii Austro-Węgier w stopniu feldzeugmeistra, w latach 1902–1906 Szef cesarskiego i królewskiego Sztabu Generalnego oraz Generalny Inspektor Armii.

## Życiorys
Po ukończeniu Terezjańskiej Akademii Wojskowej w 1845 roku rozpoczął służbę w Armii Cesarstwa Austriackiego. Został przydzielony do 42. Pułku Piechoty, z którym uczestniczył w tłumieniu rozruchów we Włoszech podczas Wiosny Ludów. W trakcie wojny austriacko-piemonckiej uczestniczył, jako porucznik (niem. Oberleutnant), w bitwach pod Mortarą i pod Novarą. W trakcie walk został ranny, kiedy kula uszkodziła mu szczękę i zęby. Za zasługi podczas konfliktu został odznaczony Orderem Korony Żelaznej III klasy. Następnie służył w V Korpusie w Mediolanie, gdzie awansował na stopień kapitana (niem. Hauptmann). W trackie wojny francusko-austriackiej służył w 33. Pułku Piechoty, ale jego jednostka nie brała udziału w walkach. W 1862 roku awansował na podpułkownika (niem. Oberstleutnant). Wówczas był przydzielony do sztabu VII Korpusu. W tym samym roku objął funkcję szefa Centralnej Kancelarii Ministerstwa Wojny w Wiedniu. Podczas wojny duńskiej został oddelegowany do pruskiego sztabu generalnego, a następnie uczestniczył w przygotowaniu traktatu pokojowego kończącego konflikt. W trakcie wojny prusko austriackiej, w stopniu pułkownika (niem. Oberst) dowodził 63 Pułkiem Piechoty. Po awansie na generała majora (niem. Generalmajor) w 1870 roku, powierzono mu przygotowanie ćwiczeń w nadchodzącym roku oraz nowelizację regulaminu wojskowego. Uczestniczył również w 1874 roku w Brukseli w pracach nad projektem usankcjonowania Międzynarodowego Prawa Wojny. Od czerwca 1875 roku, w stopniu marszałka polnego porucznika (niem. Feldmarschalleutnant), dowodził 5. Dywizją Piechoty w Ołomuńcu. Po nagłej śmierci dotychczasowego Szefa Sztabu Generalnego generała artylerii Franza von Johna objął po nim to stanowisko w 1876 roku. W okresie pełnienia przez niego funkcji Szefa Sztabu wojska austriackie zaanektowały Bośnię i Hercegowinę w 1878 roku. W tym czasie awansował również na stopień generała artylerii (niem. Feldzeugmeister). W czerwcu 1881 roku zrezygnował ze stanowiska, czego powodem był stan zdrowia. Nie przeszedł jednak w stan spoczynku, ale został wysłany do Francji jako szef misji wojskowej w tym kraju. Po powrocie do Wiednia został mianowany komendantem wojskowym w Trieście. W 1883 roku objął stanowisko szefa 12. Korpusu w Hermannstadt, a sześć lat później został dowódcą 2. Korpusu w Wiedniu. Po śmierci arcyksięcia Albrechta Fryderyka w 1894 roku został jednym z Generalnych Inspektorów Armii. Funkcję tę pełnił do swojej śmierci w 1898 roku. Od 1883 roku buł szefem 82. Pułku Piechoty.

## Odznaczenia
Odznaczenia von Schönfelda to między innymi:
- Krzyż Wielki Orderu Leopolda
- Kawaler Orderu Korony Żelaznej I klasy
- Kawaler Orderu Korony Żelaznej II klasy z dekoracją wojenną
- Kawaler Orderu Leopolda z dekoracją wojenną
- Kawaler Orderu Korony Żelaznej III klasy
- Krzyż Zasługi Wojskowej z dekoracją wojenną
- Medal Zasługi Wojskowej na czerwonej wstędze
- Kawaler Orderu Zasługi Wojskowej (Toskania)
- Krzyż Wielki Orderu Orła Czerwonego z brylantami (Prusy)
- Order Królewski Korony II klasy z mieczami (Prusy)
- Krzyż Szturmowy Düppel (Prusy)
- Krzyż Alsen (Prusy)
- Krzyż Wielki Orderu Alberta (Saksonia)
- Krzyż Wielki Orderu Ernestyńskiego (Saksonia)
- Krzyż Wielki Orderu Ludwika (Hesja)
- Krzyż Wielki Orderu Zasługi Filipa Wspaniałomyślnego (Hesja)
- Krzyż Wielki Orderu Korony Wirtemberskiej (Wirtembergia)
- Wielki Oficer Legii Honorowej (Francja)
- Krzyż Wielki Orderu Gwiazdy Rumunii z mieczami (Rumunia)
- Order Krzyża Takowy I klasy (Serbia)
- Order Lwa i Słońca II klasy (Persja)
- Krzyż Zasługi Wojskowej (Meklemburgia-Schwerin)